# Olenecamptus petini
Olenecamptus petini es una especie de escarabajo longicornio del género Olenecamptus, categorizada en la tribu Dorcaschematini, de la subfamilia Lamiinae. Fue descrita por Yokoi & Heffern en 2016.

## Descripción
Mide 22,5-27,5 mm de longitud.

## Distribución
Se distribuye por Malasia.